# За крст часни и слободу златну (књига)
За крст часни и слободу златну  је стручна монографија коју су приредили Зоран Шућур, Радомир Шиљкут, Драгиша Андрић, Славиша Јеврић, Горан Марић, Миливоје Терзић, Миле Глушица и Драган Миковић, објављена 2004. године у издању "Борачке организација Републике Српске" из Бања Луке и "Полет пресса" из Новог Сада. 

## О књизи
Књига За крст часни и слободу златну је спомен књига погинулих бораца Републике Српске, палих за слободу.
Књига је настала као резултат великог труда Борачке организације републике Српске да се спасу од заборава сви борци и све жртве у рату у БиХ. Књига представља и сведочанство за потомство и за све будуће истраживаче грађанског рата деведесетих година 20. века. 
У монографији се налазе имена око 22.477 погинулих, несталих, умрлих и трагично настрадалих бораца Војске Републике Српске по општинама у Одбрамбено-отаџбинском рату. У књизи су имена и 585 погинулих, несталих и умрлих припадника Војске Републике Српске са подручја општине Прњавор и 22 фотографије споменика по месним заједницама општине Прњавор.
Монографију је благословио и предговор написао митрополит дабробосански господин Николај.
У прикупљању документације и изради монографије учестволале су 64 општине, тј. општинске борачке организације током четири године. 

## Општине са пописаним жртвама
- Бања Лука
- Берковићи
- Бијељина
- Билећа
- Братунац, Сребреница, Скелани
- Брчко
- Вишеград
- Власеница
- Вукосавље
- Гацко
- Градишка
- Дервента
- Добој
- Зворник
- Језеро
- Калиновик
- Кнежево
- Козарска Дубица
- Котор Варош
- Крупа на Уни
- Лакташи
- Лопаре
- Љубиње
- Милићи
- Модрича
- Мркоњић град
- Невесиње
- Нови Град
- Осмаци
- Пале
- Пелагићево
- Петровац - Дринић
- Петрово
- Приједор
- Прњавор
- Рибник
- Рогатица
- Рудо
- Скелани
- Соколац
- Србац
- Србиње
- Српска Костајница
- Српски Брод
- Српски Дрвар
- Српски Купрес
- Српски Мостар
- Српски Сански мост
- Српско Горажде
- Српско Сарајево
  - Српска Илиџа
  - Српско Ново Сарајево
  - Илијаш
  - Богошћа, Рајловац, Кошево
- Српско Орашје
- Теслић
- Требиње
- Трново
- Угљевик
- Хан Пијесак
- Чајниче
- Челинац
- Шамац
- Шековићи
- Шипово

## Спомен соба у касарни "Козара"
Спискови погинулих бораца уклесани су и у Спомен собу у касарни "Козара у Бања Луци свим погинулим борцима Војске Републике Српске. 